# Chiamata per il morto
Chiamata per il morto (titolo originale Call for the Dead) è il primo romanzo di John le Carré, pubblicato nel 1961. Nel suo romanzo d'esordio, Le Carré introduce l'agente George Smiley.

## Trama
Il romanzo, ambientato alla fine degli anni '50 del XX secolo, ha come protagonista George Smiley agente del Circus, il controspionaggio inglese, chiamato a indagare sulla morte di Fennan, alto funzionario del Foreign Office apparentemente suicidatosi poco dopo un precedente incontro con lo stesso Smiley, incaricato di verificarne la lealtà in seguito a una denuncia anonima delle simpatie giovanili di sinistra della vittima. Mentre è a colloquio con la vedova a casa Fennan, Smiley riceve una chiamata dal centralino per una sveglia. Indagando assieme a Mendel, agente della polizia, sulla chiamata Smiley scopre che era stato proprio Fennan a chiedere la sveglia telefonica e questo fa emergere i primi dubbi sull'effettivo suicidio.
Tornato a casa vi scorge qualcuno che lo sta aspettando, si rivolge quindi a Mendel con il quale, indagando attraverso le targhe delle auto presenti sulla sua via risalgono a una “Missione commerciale per l’acciaio della Germania orientale” in cui lavorano Dieter Frey, un tedesco che aveva lavorato con Smiley contro il nazismo e Mundt, giovane ed efficiente assassino ma nelle indagini Smiley viene gravemente ferito e deve quindi temporaneamente lasciare le indagini a Mendel e a Peter Guillam, suo collega nel Circus. Quando si riprende torna a interrogare la vedova la quale ammette che suo marito fosse una spia al servizio della Germania Est e che lei fosse coinvolta come aiutante.
Ulteriori indagini spingono Smiley a dubitare della versione della donna e a pensare che la spia potrebbe essere Elsa e il marito solo un riluttante supporto. Prepara quindi una trappola convocando con un trucco sia Elsa sia Frey nel teatro dove avveniva abitualmente lo scambio di informazioni. Quando i due si incontrano, capiscono che si tratta di una trappola; Frey uccide Elsa e si dà alla fuga seguito da Mendel. Frey si libera dell’inseguitore ma viene aggredito da Smiley che, nella lotta, lo butta nel Tamigi.
Scosso comunque dalla morte del suo ex agente e raggiunto da un invito dell'ex-moglie che gli chiede di rimettersi insieme, Smiley rifiuta una promozione nel Circus e dopo aver inviato un rapporto a Maston raggiunge Ann in Svizzera.

## Opere derivate
Dal romanzo, nel 1966, è stato realizzato un film omonimo diretto da Sidney Lumet, con James Mason, Maximilian Schell, Harriet Andersson; musiche di Quincy Jones
.

## Edizioni in italiano
- Chiamata per il morto, traduzione di Laura Weiss, Milano, Feltrinelli, marzo 1965,  p. 203.
- Chiamata per il morto, Bur n.212, Milano, Rizzoli, gennaio 1978.
- John Le Carré, Chiamata per il morto; La spia che venne dal freddo; Lo specchio delle spie, Milano: A. Mondadori, 1994
- John Le Carré, Chiamata per il morto, traduzione di Laura Weiss, Milano: A. Mondadori, 1995